# Kozyrevka (vulkaan)
De Kozyrevka (Russisch: Козыревка) of Kozyrevski (Козыревский) is een kleine afgeplatte schildvulkaan in het Russische schiereiland Kamtsjatka. De vulkaan stamt uit het Kwartair, is basalt-andesitisch van samenstelling en heeft een diameter van 10 kilometer en een oppervlakte van 72 km². De Kozyrevka is vernoemd naar de Poolse kozak Ivan Kozyrevski, die in de 17e eeuw de Koerilen ontdekte voor Rusland en een kaart maakte van Kamtsjatka.
De vulkaan bevindt zich aan de bron van de gelijknamige rivier, ten oosten van de rivier de Bystraja en op ongeveer 40 kilometer ten oosten van de Itsjinskaja Sopka. De Kozyrevka vormt onderdeel van het gelijknamige vulkanisch gebied Kozyrevski, waarvan ook de Achtang deel uitmaakt en dat is gelegen in het zuidelijk deel van het Centraal Gebergte. De vulkaan heeft een gemiddelde hoogte van 1000 meter en een maximale hoogte van 2015 meter (op oudere kaarten 2029 meter), waarmee de Kozyrevka het hoogste punt van het vulkanische gebied vormt.
Aan de top van de vulkaan bevindt zich een kleine stratovulkaan en door de zuidelijke helling breekt een in oost-westelijke richting verlopende keten van sintelkegels. Rondom de kleine stratovulkaan bevindt zich enig pyroclastisch materiaal. Vanuit een kleine krater loopt een kleine lavastroom naar beneden. Aan de zuidwestelijke helling bevindt zich een lavakoepel van 1783 meter hoog en een diameter aan de basis van 3,5 kilometer. Aan de top van deze lavakoepel, die het eindpunt vormt van de sintelkegelketen, bevindt zich een 800 meter brede sintelkegel met een relatieve hoogte van 180 meter.